# Фелікс, граф Монпеза
Фелікс, граф Монпеза (дан. Felix, greve af Monpezat; нар. 22 липня 2002, Копенгаген, Данія) — син данського принца Йоахіма та його першої дружини Олександри.

## Життєпис
Принц Фелікс Данський народився 22 липня 2002 року в лікарні Rigshospitalet Копенгагенського університету. Хрещення принца відбулося 4 жовтня 2002 року. Повне ім'я принца: Фелікс Генрік Вальдемар Крістіан. Під час хрещення відбулася прем'єра мелодії «Dåbens Pagt» Фредеріка Маґле, створену для цієї події та присвячену принцу Феліксу.
2005 року батьки Фелікса розлучилися. 2008 року його батько одружився з Марі Кавальє.
2008 року принц Фелікс вступив до школи Krebs' Skole у Копенгагені. 2018 року принц продовжив навчання в Gammel Hellerup Gymnasium.
1 квітня 2017 року відбулася конфірмація принца Фелікса.
2021 року принц Фелікс склав іспити для вступу до Королівської військової академії, однак пізніше вирішив покинути навчання. У серпні 2022 року принц розпочав навчання в Копенгагенській бізнес-школі, де вивчав міжнародне судноплавство та торгівлю. 2023 року він змінив напрямок навчання й у тому ж закладі почав вивчати бізнес-адміністрування та управління послугами. Того ж року принц розпочав кар'єру моделі.
Рішенням королеви Данії Маргрете II, бабусі Фелікса, його та інших дітей принца Йоахіма з 1 січня 2023 року позбавили титулів принца. Таким чином, відтоді Фелікс має титул Його Екселенція Фелікс, граф Монпеза.